# Беллисон, Семён
Семён Беллисон (в разных источниках также Симон, Саймон или Симеон, англ. Simeon Bellison, фамилия первоначально Бейлизон; 4 декабря 1883, Москва ― 4 мая 1953, Нью-Йорк) ― русский и американский кларнетист еврейского происхождения.

## Биография
Игре на кларнете учился у своего отца, с девяти лет играл в духовых оркестрах. По данным Яши Немцова, Семён Бейлизон родился в Смоленске, где его отец служил руководителем военного оркестра. В 9 лет Семён начал играть в оркестре отца. Тогда же директор Московской консерватории В. И. Сафонов, будучи проездом в Смоленске и услышав этот оркестр, был впечатлён игрой юного дарования и предложил ему поступить в Московскую консерваторию. Утверждается, что Беллисону в это время было 11 лет.
В 1894―1901 учился в Московской консерватории у Йозефа Фридриха, затем занимался преподаванием. Участвовал в Русско-японской войне. С 1904 играл в оперных оркестрах Москвы и Петрограда, а также выступал в России и за рубежом как камерный музыкант с организованными им самим ансамблями: Московским квинтетом (1902) и «Зимро» (1918―1920).
С 1919 года проживал в США. В 1920 году стал солистом группы кларнетов Нью-Йоркского филармонического оркестра и занимал этот пост в течение 28 лет, до 1948 года. Среди его проектов ― уникальный в своём роде ансамбль из 75 кларнетистов, который в 1927 году с большим успехом гастролировал по США. Беллисон играл исключительно на кларнетах системы Элера (сохранилась фотография с дарственной надписью мастеру (недоступная ссылка) Проверено 25 марта 2017.) и использовал очень тугие трости. Помимо исполнительской, он вёл также преподавательскую деятельность. Ему принадлежат множество обработок для кларнета и с его участием, а также статьи о клезмерской музыке. Автор книги о жизни оркестровых музыкантов в дореволюционной России под названием «Живоглот» (Jivoglot — Eat 'em Alive).
Архив Семёна Бейлисона и ансамбля «Зимро» хранится в Библиотеке Академии музыки имени Рубина в Иерусалиме.

## Ансамбль «Зимро»
Камерный ансамбль «Зимро» был основан в январе 1918 года в Петрограде выпускниками Петроградской консерватории. Название «Зимро» на иврите обозначает «пение». Семён Беллисон выступил организатором секстета, состоявшего из струнного квартета, фортепиано и кларнета в составе Яков Местечкин (первая скрипка), Григорий Безродный (вторая скрипка), Карел Молдаван (альт), Иосиф Чернявский (виолончель) и Лев Бердичевский (фортепиано). Первое выступление ансамбля состоялось в Петрограде 21 января 1918 года с участием Михаила Розенкера (вторая скрипка) и Б. Нахутина (фортепиано). В 1919 году в Шанхае и на острове Ява партию второй скрипки исполняла Эльфрида Боос. Ансамбль «Зимро» гастролировал по России, Китаю, Индии, Японии, США и Канаде, собирая средства для строительства консерватории в Иерусалиме.
В России ансамбль носил название Петроградский камерный ансамбль, которое по прибытии в США было заменено на Палестинский камерный ансамбль. Дебют «Зимро» в Штатах состоялся в сентябре 1919 года в Чикаго под эгидой Сионистской организации Америки.
Прокофьев был знаком с Иосифом Чернявским, о встрече с которым в Нью-Йорке писал в «Дневнике»: «Появился виолончелист Иосиф Чернявский, мой горячий поклонник ещё со времён исполнения „Скифской сюиты“ в Петербурге, где он играл на виолончели и защищал моё имя от ругавших его оркестрантов».

## Увертюра на еврейские темы
В середине октября 1919 года Сергей Прокофьев писал в своём «Дневнике»: «Чернявский и Бейлизон показывали еврейские темы, некоторые из них оказались дряблыми, но другие совсем хорошими. Забрав материал и вернувшись домой, я сейчас же решил написать „Увертюру на еврейские темы“ для фортепиано, квартета и кларнета, т. е. для состава их ансамбля. Проработал целый день и к концу прихлопнул всю „Увертюру“. Конечно, подробностей ещё мало, но зато весь скелет. Если бы теперь в два дня привести в порядок и сынструментовать, то совсем вышло бы скоро». Это было первое сочинение композитора для камерного ансамбля.
Увертюра на еврейские темы, op. 34, впервые была исполнена ансамблем «Зимро» в «Богемском клубе» (Bohemian Club) в Нью-Йорке 2 февраля 1920 года. За фортепиано был Прокофьев. Затем, в том же 1920 году, увертюра была успешно представлена 22 марта в Чикаго и 2 апреля в Балтиморе.
В 1934 году Прокофьев переложил увертюру для исполнения оркестром, обозначив её в собрании своих сочинений под ор. 34 bis. Партитура Увертюры на еврейские темы, ор. 34, была опубликована издательством «А. Гутхейль» в 1922 году, а её версия для симфонического оркестра, ор. 34 bis — там же в 1935 году.